# برزج جراندوقة
الأمير الحاج برزج جراندوقة تولّّى القيادة العامة لقوات قبيلته قبيلة الوبيخ الشركسية بعد عمّه برزج بن اداغوه الذي كان قائدا لها لفترة طويلة من قبله.كما أنه تولّى قيادة الجيوش الشركسية العامة المكونة من قبائل الوبيخ والابزاخ والشابسوغ والحاتوقواي والابخاز (الأباظة) بقوات بلغ عددها 15.000 الف مقاتل.

## انجازاته
استطاع الأمير الحاج برزج احتلال الحصون الروسية على البحر الأسود كقلعة واية، وحصن طوابسة، وقلعة شابس وقلعة ابيس عام 1840م.كماتمكّن من احتلال قلعة ويليامينوف، وغولوفينسكويه من الروس اولكن الروس استطاعوا استعادتها بجيش يتكون تعداده من 80,000 جندي بكامل معداتهم.
خاضت الجيوش الشركسية تحت قيادته في غرب القفقاس في الفترة 1841-1846م معارك ضارية كثيرة ضد الروس الغُزاة المُعتدين حتى بلغت 88 معركة.وقد قاتل معه في هذه المعارك وجاهد ضد الاحتلال الروسي الغاشم تحت إمرته، قادة وامراء ابطال من شراكسة الكوبان امثال جريقوه شانيز، شروخ يقوه تغوج، جانبولات، حاوقه منصور والحاج غوزبك اسد غرب القفقاس وغيرهم.
استمر الأمير الحاج برزج يقاتل القوات الروسية حتى بعد سقوط مناطق الابزاخ والشابسوغ بأيدي الروس في عام 1863م، إلى ان اضطر للتوقف عن القتال بعد انهيار المقاومة الشركسية واعلان انتهاء الحروب الروسية الشركسية التي استمرت ما يزيد عن 150 عاما في 21 ايار 1864م.
اضطرّ الاميرالحاج برزج إلى ترك وطنه مع جموع شعبه مُهجّرا شريدا إلى تركيا، حيث مُنح لقب الباشوية تقديرا لجهاده البطولي ضد الروس المعتدين طوال أربعة عشرين عاما.وقام بنظم أشهر القصائد الشركسية الحزينة المعبّرة عن مأساة التهجير الشركسية والُمسماة «مبكاة التهجير» والتي يرددها الشراكسة حتى اليوم اسفا على فقدهم لوطنهم العزيز.

## حجه
حجّ الأمير برزج إلى بيت الله الحرام ما بين عامي 1877-1878م.
كما أنه عاد وقد تقدمت به السن، لخوض الحرب والجهاد ضد الروس المحتلين لوطنه بانضمامه مع قواته الشركسية إلى حملة السردار العثماني عمر حكمت باشا لاستعادة شمال القفقاس القفقاس من الروس. ولكن الحملة العثمانية فشلت وعادت إلى تركيا وعاد معها الأمير الحاج برزج، حيث توفاه الله إلى رحمته بإذنه تعالى عن عمر يناهز 110 سنوات بعد حياة حافلة بالجهاد في سبيل الله ضدّ محتلِّي وطنه الغالي ومُغتصبيه.